# Ластівка Корнило
Корнило Остапович Ластівка (нар. 17 грудня 1893, с. Горошівці, Австро-Угорщина — пом. 17 грудня 1975, Відень, Австрія) — український поет, прозаїк, фольклорист, етнограф. Псевдонім і криптонім: Вернигора-Вірленко, К. Л.

## Життєпис
Корнило Ластівка народився 30 грудня 1893 р. у с. Горошівці тепер Заставнівського р-ну Чернівецької обл. Закінчив теологічний факультет Чернівецького університету (1922), був священиком у селах Буковини.  У 1916–1917 роках переслідувався російською окупаційною адміністрацією, а від 1918 року — румунською владою.
Почав друкуватися ще в студентські роки у чернівецьких і львівських виданнях, згодом у часописі «Українське слово» (Париж). У 1941 році переїхав до Відня, де продовжив етнографічно-фольклористичну та літературну діяльність. 
Помер 17 грудня 1975 р. у Відні (Австрія).

## Творчість
Автор нарисів і повістей «Відірвані листки» (1968), праці «Північно-буковинські гагілки» (1936), монографії «Основи українських календарних обрядів» (за життя не друкувалася). У 1930-і роки підготував романи «По втраті батьківщини» та «Біла мрія», доля яких невідома. 
Окремі видання:
- Ластівка Корнило. Відірвані листки [Архівовано 16 листопада 2021 у Wayback Machine.]. Буенос-Айрес : Наш клич, 1968. 112 с.
- Ластівка Корнило // Українські письменники діаспори: Матеріали до біобібліографічного словника /Авт.-укл.: О. Білик, Г. Гамалій, Ф. — Погребенник. — К., 2007. — Част. 2. — С. 3-4.